# 傑佛遜縣 (阿肯色州)
杰斐逊縣（英語：Jefferson County）是位於美国阿肯色州中南部的一個縣，面積2,366平方公里。根据美国人口普查局2020年统计，共有人口67,260人。县治派恩布拉夫。該縣成立於1829年11月2日，縣名紀念第三任美国总统托马斯·杰斐逊。